# لينياج (لعبة)
لينياج ((بالكورية: 리니지)) هي لعبة خيال القرون الوسطى على الانترنت (MMORPG) صدرت في كوريا والولايات المتحدة في عام 1998 بواسطة مطور ألعاب الكمبيوتر الكوري الجنوبي NCSoft، استنادًا إلى سلسلة كتب هزلية كورية تحمل الاسم نفسه. وهي اللعبة الأولى في سلسة العاب لينياج.

## نبذة
هي الأكثر شعبية في كوريا وهي متوفرة بالإصدارات الصينية، اليابانية واللغة الإنجليزية . اللعبة تم تصميمها من قبل جيك سونج، الذي سبق أن صمم نيكزس: مملكة الرياح MMORPG أخرى.

## اللعبة
تتميز لينياج برسومات ثنائية الأبعاد متساوية القياس مماثلة لتلك الموجودة في Ultima Online و Diablo II . Lineage II: The Chaotic Chronicle ، بادئة تم إعدادها قبل 150 عامًا من وقت لينياج، تم إصداره في عام 2003. بحلول عام 2006 ، اجتذب امتياز لينياج 43 مليون لاعب.Project TL هو تكملة مخطط لها سيتم تعيينها بعد لينياج وستكون آخر لعبة في سلسلة لينياج.
تم إغلاق خوادم أمريكا الشمالية في 29 يونيو 2011 بواسطة NCSoft.

## أسلوب اللعب
تم استعار نظام الإحصاء والوحوش ونظام المتعة بـ لينياج إلى حد كبير من NetHack مع إضافة عناصر MMO.
يمكن للاعبين اختيار فئة من فئات الشخصيات السبعة: Elf أو Dark Elf أو Knight أو Prince أو Magician أو Dragon Knight أو Illusionist. الأمراء هم الطبقة الوحيدة التي يمكنها أن تقود تعهدًا بالدم (وهو مصطلح لينياج لنقابة أو عشيرة).
تعتمد طريقة اللعب بشكل أساسي على نظام حصار القلعة الذي يسمح لأصحاب القلاع بتحديد معدلات الضرائب في المدن المجاورة وتحصيل الضرائب على العناصر المشتراة في المتاجر داخل تلك المدن. إنها تتميز بعناصر آر بي جي الكلاسيكية التي تذكرنا بالزنزانات والتنينات ، مثل قتل الوحوش وإكمال المهام لنقاط الغنائم والخبرة، والمستويات ، وسمات الشخصية (الكاريزما، والقوة، والحكمة، وما إلى ذلك) ، والمحاذاة (محايدة، فوضوية أو قانونية). تؤثر محاذاة الشخصية على كيفية تفاعل الوحوش وحراس المدينة مع شخصية اللاعب، وغالبًا ما يتحولون إلى عداء للاعبين الفوضويين ويهاجمون على مرمى البصر.
قتال اللاعب مقابل اللاعب (المعروف أيضًا باسم PVP) واسع النطاق في لينياج. يمكن للاعبين الدخول في قتال مع شخصيات لاعبين آخرين في أي وقت طالما أنهم ليسوا في مناطق آمنة مثل المدن. من خلال الانضمام إلى «إراقة الدماء» (اتحاد لاعبين مشابهين لعشيرة في ألعاب أخرى) يصبح اللاعبون مؤهلين للمشاركة في حصار القلعة أو الحروب بين سفك الدماء.

## التطور
جاء عنوان لينياج من سلسلة من الكتب المصورة تحمل نفس العنوان لينياج للكاتب Shin Il-sook ، وتم تسمية خوادم لينياجعلى اسم شخصيات الكتاب الهزلي. إنها قصة خيالية حيث يستعيد أمير شرعي العرش من يد مغتصب. عندما تم إنشاؤها لأول مرة، كانت اللعبة تشبه إلى حد كبير العمل الأصلي. لكن مع إضافة المطورين ميزات جديدة، تباعدت الأكوان الخيالية للعملين تدريجيًا.

## استقبال
| استقبال                                                                       |        |
| ----------------------------------------------------------------------------- | ------ |
| الدرجات الإجمالية المجموع نقاط غيم رانكينغز 65% [ 5 ] ميتاكريتيك 59/100 [ 6 ] |        |
| الدرجات الإجمالية                                                             |        |
| المجموع                                                                       | نقاط   |
| غيم رانكينغز                                                                  | 65%    |
| ميتاكريتيك                                                                    | 59/100 |

ذكرت NCSoft أن لينياج كان لديها في وقت ما أكثر من ثلاثة ملايين مشترك،  معظمهم في كوريا. أثار حجم عدد المشتركين الكوريين مقارنة بالدول الأخرى جذب عددًا من النظريات. تم الاستشهاد بفرض حظر على بعض الواردات اليابانية حتى عام 1998 بسبب تأخر النمو في سوق أجهزة ألعاب الفيديو.
اعتبارًا من أبريل 2008 ، كان لدى لينياج أقل قليلاً من مليون اشتراك نشط.
في عام 2011 ، بدأت NC Interactive ، وهي شركة تابعة لـ NCSoft في الولايات المتحدة، بدأت في إغلاق خوادم لينياج (3 في ذلك الوقت) بسبب ضعف عائدات الاشتراك. كان من المقرر عقد العديد من الأحداث في الأسابيع المتبقية. تم منح اللاعبين اشتراكات مجانية لعناوين NCSoft أخرى من اختيارهم. اعتبارًا من 29 يونيو 2011 ، قامت لينياج بإغلاق جميع الخوادم في أمريكا الشمالية بشكل دائم.
بين البداية في 1998 وأغسطس 2012 ، تراكمت الشركة 1٫3 مليار دولار أمريكيفي عائدات المبيعات من لينياج. في نوفمبر 2013 ، أعلنت NC Soft أن اللعبة قد حققت 1٫8 billion دولار أمريكي.

## لينياج M
لينياج M هي منفذ محمول من لينياج تم تطويره بواسطة NCSoft. تم إصداره في كوريا الجنوبية في 21 يونيو 2017.

### استقبال
بحلول يونيو 2018 ، حققت اللعبة أكثر من 1٫2 billion دولار أمريكيفي إجمالي الإيرادات. اعتبارًا من يوليو 2020 ، فقد حققت 2٫8 billion دولار أمريكي.
أثارت اللعبة جدلاً في عام 2021. أصدرت اللعبة تصحيحًا رئيسيًا في يناير 2021 قدم معدلات محسّنة للحصول على بعض القدرات والعناصر داخل اللعبة، ولكن بعد ذلك تراجعت بعد أربعة أيام. كانت هناك خلافات حول كيفية إصدار المبالغ المستردة ؛ لم تقم NCSoft بإرجاع مشتريات الأموال الحقيقية التي تمت خلال الأيام الأربعة من التصحيح، بل قامت برد العملة التي تم إنفاقها داخل اللعبة بدلاً من ذلك. أجبر هذا بشكل أساسي اللاعبين - الذين ربما اشتروا عملة داخل اللعبة ويتوقعون معدلات أعلى من التصحيح الجديد - على الحفاظ على الشراء بالمعدلات المنخفضة من التصحيح القديم. تم رفع دعوى قضائية ضد لاعب واحد من قبل NCSoft بعد أن أنفق 160 مليون وون كوري (حوالي 141000 دولار أمريكي بسعر صرف 2021) خلال الفترة التي تم فيها تشغيل التصحيح الجديد ثم احتج بغضب على التراجع عن طريق عرقلة موقف سيارات مكتب NCSoft بسيارتهم.

## روابط خارجية
- موقع لينياج الرسمي الكوري
- موقع لينياج هون كونج الرسمي نسخة محفوظة 16 يناير 2016 على موقع واي باك مشين.